# Jan van Arkel (molen)
Jan van Arkel is een achtkante korenstellingmolen met een gemetselde onderbouw aan de Vlietskade in Arkel in de Nederlandse gemeente Molenlanden. De molen is in 1852 gebouwd. Al in 1840 werd toestemming verleend ter plekke een korenmolen te bouwen vlak bij de brug aan de Vlietskade. Vanwege de hoge accijnzen - de belastingen op het gemaal - werd van dit plan afgezien. In 1846 werd aan een korenmolenaar uit Giessen-Nieuwkerk vergunning verleend in een boomgaard een molen te bouwen, maar het provinciaal bestuur was van mening dat de molen te dicht bij de openbare weg zou komen te staan. Omdat aanpassing van de bouwplannen toen niet mogelijk was, duurde het tot 1851 voordat ze werden gerealiseerd. Een Utrechtse aannemer, die inmiddels eigenaar was van het perceel, zag kans twee overbodige, voor 1.085 gulden aangekochte achtkantige houten poldermolens uit het Noord-Hollandse Schermerhorn te verbouwen tot korenmolens; een in Soest en de andere in Arkel. Om boven de bebouwing uit te komen werd een 12,80m hoge achtkante stenen onderbouw met woning gebouwd met erboven een zwichtstelling en de eikenhouten met riet gedekte achtkantige romp. Aan de zuidoostzijde van de molen is een gevelsteen ingemetseld met opschrift: "De eerste steen gelegd door W.C.P.E. Klopper oud 6 1/2 jaren 18-8-1851". Na de oplevering werd Hendrik Wilbrink molenaar en in 1854 tevens eigenaar. De inrichting bestaat uit een koppel 17der blauwe maalstenen en een koppel 17der kunstmaalstenen, twee regulateurs, een mengketel, jacobsladder en sleepluiwerk. Van 1851 tot net voor de Tweede Wereldoorlog was er nog een stel stenen aanwezig om eikenschors te vermalen voor de Gorinchemse leerlooierijen. Molenaar C. Scherpenisse die vanaf 1927 eigenaar was kreeg veel concurrentie te verduren van de grote meelfabrieken. Pas in 1941 werd een houten roede vervangen door een gebruikt exemplaar. Een jaar later maakte het Oud-Hollands opgehekte wiekenkruis plaats voor Van Bussel stroomlijnwieken. In 1943 werd het bovenwiel in de kap vervangen door een uit de beltkorenmolen in het Brabantse Heeze gesloopt wiel. 
Toen de molen in 1946 te koop werd aangeboden stelde de burgemeester alles in het werk om de molen met donaties en leningen in gemeentebezit te krijgen. Een jaar later lukte dat en werd het kruirad vervangen door een kruilier. Tot 1952 was een gedeelte van de molen onder de stellingzolder bewoond. Daarna ging de voormalige eigenaar Scherpenisse als huurder weer op windkracht malen. Vanaf 1955 werd bij windstilte een dieselmotor ingezet om graan te malen ten behoeve van veevoer. Na de oorlog werd er niet meer gemalen voor de plaatselijke bakkerijen. In 1960 onderging de molen een uitgebreide restauratie aan onder andere stelling, steenrondsel, staartbalk, kruiwerk en rietdek. Toen in 1969 de binnenroede van het wiekenkruis met een vlucht van 26,30m werd vervangen maakte het Van Bussel wieksysteem plaats voor Fauel fokwieken. Hiermee is tot 1970 het maalbedrijf in werking gebleven. In 1978/79 werden opnieuw belangrijke herstellingen aan onder andere stelling, staartbalk, kapzolder, steenkuip en rietdek uitgevoerd.
Als gevolg van de herindeling werd in 1986 de gemeente Giessenlanden (nu gemeente Molenlanden) eigenaar van de Jan van Arkel. In 1991 kwam deze als eerste korenmolen in beheer van de regionale Molenstichting en onderging een restauratie aan de romp, het binnenwerk en de vloeren. Bij de oplevering moest de molen acht uur proefdraaien door met beide koppelstenen 500kg voor consumptie geschikte tarwe te vermalen.
Op zaterdagen is de korenmolen aan de Vlietskade 1004 open voor bezoekers. De Jan van Arkel heeft de status rijksmonument en is sinds 1 mei 1991 eigendom van de SIMAV.

## Foto's

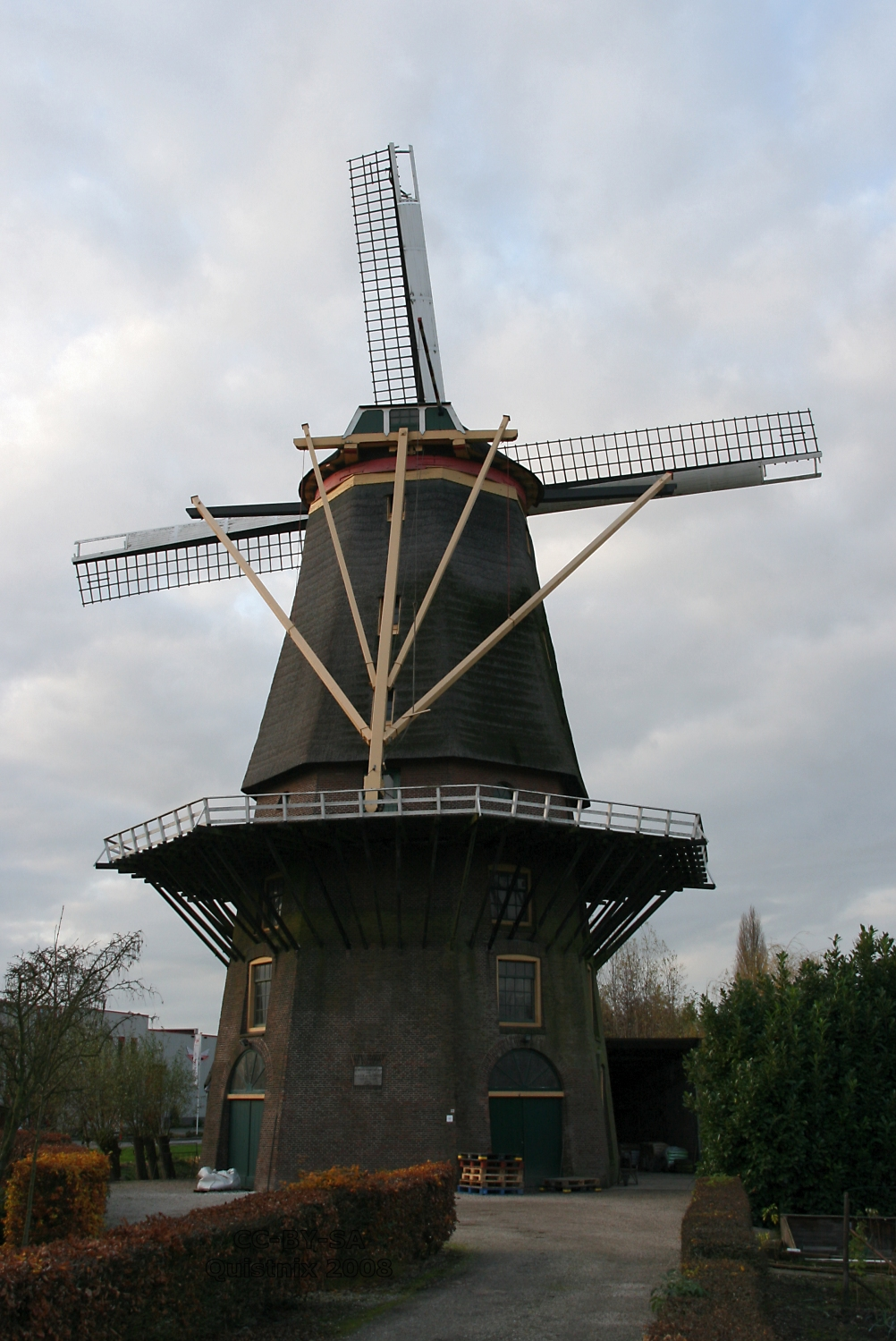
De molen gezien vanuit het zuidoosten
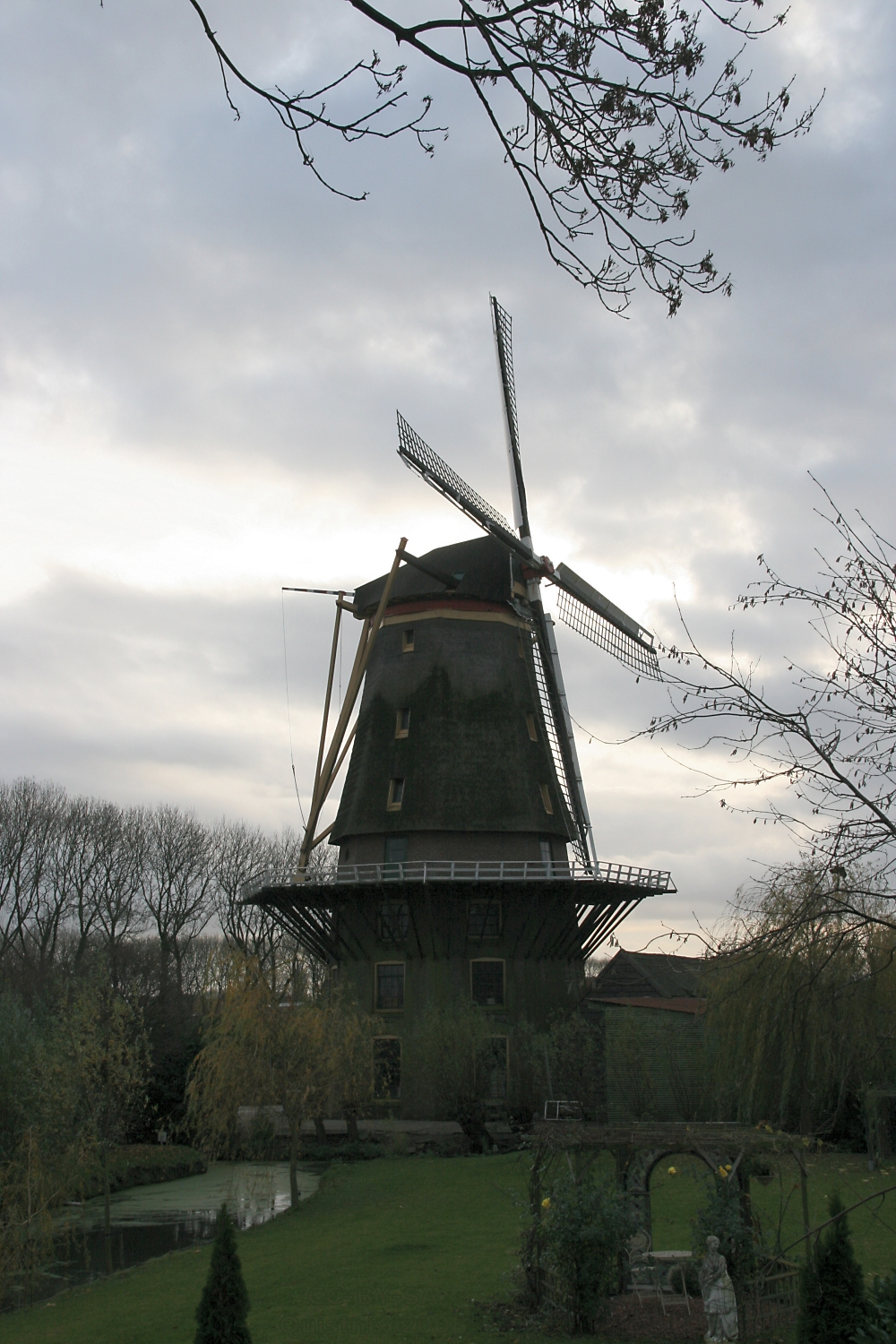
De molen gezien vanuit het noordoosten